# إدوارد إي. بارسونز
إدوارد إي. بارسونز هو محامي وسياسي أمريكي، ولد في 12 ديسمبر 1842 في ميدلتاون في الولايات المتحدة، وتوفي في 8 يوليو 1876 في واشنطن العاصمة في الولايات المتحدة. نشط حزبياً في الحزب الديمقراطي. وقد انتخب عضو مجلس النواب الأمريكي ‏.